# День гніву (оповідання)
День гніву (рос. День гнева) — науково-фантастичне оповідання російського радянського письменника Севера Гансовського. Уперше оповідання опубліковано в «Альманаху наукової фантастики № 1» у видавництві «Знание», пізніше також неодноразово перевидавалось. У оповіданні на фоні фантастичного сюжету — виведення із тварин у лабораторії розумних істот, наслідки цього та їх ліквідацію — письменник ставить філософські запитання: що таке людина, чим вона відрізняється від тварин, чи може зробити розум тварину рівною або вищою від людини?

## Сюжет
Оповідання розпочинається із приїзду до важкодоступного лісового району журналіста Бетлі, який у супроводі лісника Меллера їде на місце колишньої секретної військової лабораторії, де живуть отарки — істоти, виведені під час експериментів із ведмедів, що мають великі інтелектуальні здібності, проте безжальні до людей та інших живих істот, включно як із своїми предками —ведмедями, так і з іншими отарками (за переказами, вони є канібалами). Журналіст має описати ситуацію в районі, щоб під впливом публікацій у пресі влада країни вжила заходів для вирішення ситуації. За час поїздки журналіст дізнається, що отарки виведені в результаті експериментів під керівництвом математика-вундеркінда Фідлера, проте пізніше вони зуміли вирватись із загородженої території, при чому загинуло кілька людей, і перше, що зробили отарки на свободі — знищили різними способами усіх інших хижих тварин у лісі: ведмедів, вовків, лисиць, єнотів. Отарки на вигляд схожі на ведмедів, мають великі інтелектуальні здібності та значну фізичну силу, проте не можуть користуватися вогнепальною зброєю унаслідок будови своїх верхніх кінцівок. Вони постійно тероризуть місцевих жителів, залякують їх, а місцеві злочинні елементи співпрацюють з отарками. місцеві жителі не можуть виїхати із цієї місцевості у зв'язку із тим, що єдиною цінністю, якою вони володіють, є земля, що дуже знецінилась після появи отарків. Лісник та місцеві жителі не вважають отарків ні людьми, ні тваринами, а чимсь принципово іншим. Отарки з людей бояться лише лісника, оскільки він є самітником, та не боїться їх убивати. Бетлі й Меллер дістались лабораторії, в якій були виведені отарки, проте мутанти влаштували людям засідку, внаслідок чого Меллер був смертельно поранений вибухом саморобної гранати отарків. Перед смертю лісник висловив думку про те, що поява отарків — це добре, тому що дає можливість краще зрозуміти, що таке людина. За три дні помирає й журналіст, перед смертю в мареннях роздумуючи, що ж таке людина. Журналіст помирає, не знаючи про те, що місцеві жителі, дізнавшись про загибель лісника — єдиного, хто їм допомагав проти отарків — у відчаї вирішили дістати сховану вогнепальну зброю, та спільно виступити проти отарків.

## Екранізація
У 1985 році на кіностудії імені Горького режисером Суламбеком Маміловим був знятий однойменний фільм за мотивами оповідання. Сам автор оповідання Север Гансовський критично поставився до цього фільму.

## Переклади
Оповідання «День гніву» перекладено німецькою, іспанською, польською та болгарською мовами.